# مارتين هان
مارتين هان (بالإسبانية: Martín Hahn) هو كاتب وكاتب سيناريو فنزويلي، ولد في 14 سبتمبر 1964 في ولاية باريناس في فنزويلا.

## وصلات خارجية
- مارتين هان على موقع IMDb (الإنجليزية)